# きよたき (消防船・2代)
きよたきは、海上災害防止センター（MDPC）の消防船。同名船としては2代目にあたる。

## 来歴
日本の経済発展に伴い、港湾や狭い水道、沿岸域の船舶交通の稠密化が問題となっていた。また原油輸入量の激増と石油タンカーの大型化もあり、タンカー関連海上災害の危険増大が危惧されていた。1960年代には大規模なタンカー関連海上災害が立て続けに発生したこともあり、海上保安庁は自らの消防能力を強化するとともに、民間での防災体制拡充も志向するようになった。1972年5月に海上保安協会内に海上消防委員会が設置され、ひりゆう型消防船の準同型船「おおたき」の運用を担当することとなった。そして1974年12月6日には海上災害防止センターが設置され、1975年7月には2番船「きよたき」も竣工、体制が整備されることになった。
しかし1990年代に入ると、これらの消防船も老朽化が指摘されるようになっていた。このことから、まず1996年に1番船「おおたき」が同名船によって更新された。続いて2番船の代船として、これを襲名して建造されたのが本船である。

## 設計
前船が双胴船であったのに対し、本船では2代目「おおたき」と同様、タグボートに似た長船首楼型の単胴船とされた。主機関は新潟鐵工所の6L28HXディーゼルエンジン2基（連続最大出力1,323 kW (1,774 hp) / 750 rpm）を搭載している。また推進器はアジマススラスタで、5翼式のZP-21/3Aを採用している。
消防装備としては、泡沫放水銃を操舵室上に2基、マスト中部に1基、伸縮式放水塔上に1基備えており、放水量は合計で毎分25,600リットルに及ぶ。また伸縮式放水塔上には粉末消火剤放射銃1基が併設されており、こちらは毎秒40キログラムの放射能力がある。伸縮式放水塔は、最大展張時には海面上33メートルの高さに達する。また阪神・淡路大震災の教訓にもとづき、陸上送水用の消火栓も備えている。
なおタンカー事故の際に油流出事故も生じる恐れがあることから、これに即応できるよう、オイルフェンスやオイルフェンス型の油吸着材、油処理剤の散布装置も備えている。
また行動不能に陥った大型タンカーなどの曳航を想定し、陸岸曳引力48トンという、極めて強力な曳航能力を備えている。

## 船歴
2011年3月11日の東北地方太平洋沖地震により発生したコスモ石油千葉製油所の火災では、僚船の「おおたき」、海上保安庁の「あわなみ」「ひりゆう」、東京消防庁の「みやこどり」、千葉市消防局の「まつかぜ」、横浜市消防局の「まもり」の各船と連携して、海上から警戒監視および冷却散水を実施した。